# Andre Dubus
Andre Jules Dubus II (Lake Charles, 11 agosto 1936 – Haverhill, 24 febbraio 1999) è stato un autore statunitense di racconti, romanzi e saggi.

## Biografia

### Giovinezza e formazione
Andre Jules Dubus II nacque a Lake Charles, Louisiana, da una famiglia di origini irlandesi e Cajun, figlio minore di Katherine Burke e André Jules Dubus. Aveva due sorelle maggiori: Kathryn e Beth. Crebbe nel Bayou, a Lafayette, Louisiana e fu educato dai Christian Brothers, un ordine religioso cattolico che attribuiva estrema importanza alla scrittura e alla letteratura. Si laureò in inglese e giornalismo al McNeese State College nel 1958. In seguito entrò nel Corpo dei Marines divenendo capitano. In quel periodo sposò la sua prima moglie, da cui ebbe quattro figli. Dopo aver lasciato la Marina, traslocò con tutta la famiglia a Iowa City, dove conseguì una laurea magistrale in scrittura creativa, studiando con Richard Yates. Tutta la famiglia si spostò di nuovo a Haverhill, Massachusetts, e qui Dubus trascorse la gran parte della sua carriera accademica insegnando letteratura e scrittura creativa al Bradford College. I suoi maestri erano Hemingway, Chekhov e Cheever. 

### Difficoltà personali
La vita di Dubus fu segnata da diverse tragedie. Sua figlia subì violenza e questo fatto lo turbò profondamente. Iniziò a portare con sé un'arma per proteggere i suoi cari finché, alla fine degli anni '80, a Haverhill, Massachusetts, ferì un uomo ubriaco che si era mostrato aggressivo verso suo figlio Andre.
La notte del 23 luglio 1986 Andre Dubus stava guidando da Boston a Haverhill, Massachusetts, e si fermò per prestare soccorso ai fratelli Luis e Luz Santiago che avevano subito un incidente. Mentre Andre aiutava Luz sul ciglio della superstrada, fu investito lui stesso da un'automobile che aveva sbandato. Luis rimase ucciso dall'impatto; Luz sopravvisse grazie al fatto che Andre era riuscito a spingerla fuori dalla traiettoria dell'automobile. Dubus fu gravemente ferito a entrambe le gambe. Dopo una serie di interventi che non ebbero buon esito, la sua gamba destra fu amputata sopra il ginocchio e in seguito perse anche l'uso della gamba sinistra. Seguirono tre anni di dolorosi interventi e fisioterapia. Nonostante i suoi sforzi di camminare con una protesi, le infezioni croniche lo confinarono a una sedia a rotelle per il resto della sua vita e iniziò a soffrire di depressione. Mentre stava affrontando queste traversie, la terza moglie lo lasciò portando con sé le giovani figlie.

### Ultimi anni
Per aiutare Dubus con i pagamenti delle parcelle mediche, i suoi amici e colleghi scrittori Kurt Vonnegut e John Updike allestirono uno speciale fondo letterario. Dubus continuò a scrivere pubblicando due libri di saggi e una raccolta di racconti e diresse, a casa sua, un seminario per giovani scrittori.
Trascorse gli ultimi anni a Haverhill, fino alla morte sopravvenuta per attacco cardiaco nel 1999, all'età di 62 anni. È sepolto al Greenwood Cemetery.

### Famiglia
Si sposò tre volte ed ebbe sei figli. Anche suo figlio Andre Dubus III è un autore, il cui romanzo più noto è House of Sand and Fog (1999) pubblicato in Italia da Beat col titolo La casa di sabbia e nebbia e finalista al National Book Award. Dal romanzo fu tratto l'omonimo film del 2003 che fu candidato a tre premi Oscar. Nel 2011 Andre Dubus III pubblicò un'autobiografia, Townie, che racconta della sua vita a Haverhill e approfondisce la relazione col padre e le condizioni di disagio economico che, dopo il divorzio, la madre e i suoi fratelli dovettero affrontare.

## Carriera letteraria e opere
Anche se scrisse un romanzo, The Lieutenant, nel 1967, Dubus si considerava principalmente un autore di racconti brevi. Pubblicò la maggior parte dei suoi racconti su riviste come Ploughshares e Sewanee Review e più tardi su The New Yorker e Playboy. Rimase a lungo fedele a una piccola casa editrice, la David R. Godine, che pubblicò i suoi primi lavori. Anche quando case editrici più grandi gli fecero delle proposte, Andre rimase con Godine, passando ad Alfred A. Knopf soltanto verso la fine della sua carriera, date le esose necessità sanitarie.

## Adattamenti cinematografici
Dopo la sua morte, il racconto Uccisioni, tratto dalla raccolta Il padre d'inverno, fu adattato per il cinema da Todd Field col titolo In the Bedroom (2001), con Sissy Spacek, Tom Wilkinson e Marisa Tomei. Il film fu candidato agli Oscar come miglior film, migliore attore protagonista, migliore attrice protagonista, migliore attrice non protagonista e miglior sceneggiatura non originale.
Nel 2004 uscì I giochi dei grandi  (We don't live here anymore) per la regia di John Curran che si basa su due racconti di Dubus – Non abitiamo più qui e Adulterio, tratti dalla raccolta Non abitiamo più qui, con Naomi Watts, Laura Dern e Mark Ruffalo. La pellicola vinse il Sundance Film Festival.

## Opere

### Romanzi
- Il tenente (The Lieutenant, 1967), traduzione di Nicola Manuppelli, Mattioli1885, Fidenza, 2022 ISBN 978-88-6261-839-7.

### Racconti
- Voli separati (Separate Flights, 1975), Mattioli1885, Fidenza, 2016 ISBN 978-88-6261-577-8.
- Adulterio e altre scelte (Adultery and Other Choices, 1977),  Mattioli1885, Fidenza, 2018 ISBN 978-88-6261-671-3.
- Il padre d'inverno (Finding a Girl in America, 1980), Mattioli1885, Fidenza, 2012 ISBN 978-88-6261-256-2.
- I tempi non sono mai così cattivi (The Times Are Never So Bad, 1983), Mattioli1885, Fidenza, 2015 ISBN 978-88-6261-475-7.
- Non abitiamo più qui (We Don't Live Here Anymore, 1984) traduzione di Nicola Manuppelli e Gian Fulvio Nori, Mattioli1885, Fidenza, 2009 ISBN 978-88-6261-085-8.
- Voci dalla luna (Voices from the Moon, 1984), traduzione di Nicola Manuppelli, Mattioli1885, Fidenza, 2011 ISBN 978-88-6261-679-9.
- Un'ultima inutile serata (The Last Worthless Evening, 1986), traduzione di Nicola Manuppelli, Mattioli1885, Fidenza, 2017 ISBN 978-88-6261-626-3.
- Selected Stories (1988)
- The Curse (1988)
- Ballando a notte fonda (Dancing After Hours, 1996), traduzione di Nicola Manuppelli, Mattioli1885, Fidenza, 2013 ISBN 978-88-6261-345-3.
- In the Bedroom (2001)

### Saggi
- Vasi rotti (Broken Vessels, 1991), traduzione di Nicola Manuppelli, Mattioli1885, Fidenza, 2020 ISBN 978-88-6261-703-1.
- Riflessioni da una sedia a rotelle (Meditations from a Moveable Chair, 1998), traduzione di Nicola Manuppelli, Mattioli1885, Fidenza, 2020 ISBN 978-88-6261-787-1.